# Бестях (Хангаласский улус)
Бестя́х  — село (до 1999 г. посёлок городского типа) Хангаласского улуса Республики Саха (Якутия). Входит в состав Бестяхского наслега.

## Происхождение названия
Название Бестях происходит от якутского слова «бэс» — сосна, «бэстээх» — «где есть сосны».

## География
Расположен на левом берегу реки Лены, в 22 км к юго-западу от улусного центра —города Покровска.

## Население
| 1970 | 1979  | 1989  | 2002  | 2010  | 2021  |
| ---- | ----- | ----- | ----- | ----- | ----- |
| 1686 | ↘1412 | ↗2718 | ↘2249 | ↗2377 | ↘1385 |

## История
По берегам Лены от Витима до Якутска в 1743 году проложил почтовый тракт якутский служилый человек Захар Баишев. По поручению воеводской канцелярии он учредил 28 станций, начиная от Якутска до Витима, в том числе Самартайскую, ныне Бестяхскую.
Тогда почту гоняли якуты из долины «Самартай». После поселения русских крестьян станцию переименовали, стала Бестяхской. В 1778 году сначала в Бестях заселили десять мужиков с семьями. Первыми поселенцами были Козловы, Наумовы, Сергеевы, потомки которых продолжают и сегодня трудиться и жить в Бестяхе.
Государевы ямщики ежегодно расширяли свои пашни, обрабатывали землю, растили хлеб, занимались огородничеством и охотничьим промыслом. В хозяйстве преобладал крупный рогатый скот. Лошадей держали богатые и со средним достатком хозяйства.
В 1890 году в Бестяхе было 22 юрт, где жили семьи крестьян-ямщиков и один двор лавочника Кершенгольца.
В 1900 году в Бестяхе открыта церковно-приходская школа. Первым учителем работал Петр Поликарпович Красин.
В 1917 году впервые в улусе основана потребкооперация «Взаимопомощь».
В 1927 году на нижней окраине деревни Бестях частные предприниматели построили паровую мельницу, которая стала производить помол зерна близ лежащих поселений.
В 1930-40-х гг. в жизни бестяхских крестьян произошёл перелом. Началось новое развитие Бестяха. Организовались новые зачатки социалистического хозяйства. По инициативе Е. Ф. Сергеева и А. И. Козлова были организованы первые Товарищества по совместной обработке земли «Леглегер-бэс», в 1932 году эти два ТСОЗ-а объединились и образовали промысловую артель «Труд», где производили бочки, кадки, сани, дуги, занимались ремонтом обуви, заготовкой дров, изготовлением мебели. Председателем был избран А. И. Козлов, который позже перебазировал производство в предместье Бестяха Леглегер, где Якутское городское потребительское общество «Полярный» открыл лесозаготовительный пункт. На этом месте он расширил производство, организовав кирпичный и лесозаготовительный цеха, построил электростанцию.
В 1940 году открыт в Бестяхе на устье речки Сасабыт известковый завод, который обеспечивал всю республику.
В начале Отечественной войны в республике была организована добыча рыбы. В связи с этим в Бестяхе организована судоверфь рыбной промышленности Якутского рыбтреста. Скоро были построены жилые дома, контора, электростанция, механическая мастерская, кузнечный цех, пилорама, деревообделочный цех, судостроительные стапеля и гаражи.
В 1957 году судоверфь была реорганизована в Бестяхский завод строительных материалов, а в 1965 г. — переименован в Бестяхский завод ЖБИ.
В середине 60-х годов в п. Бестях Хангаласского улуса (района), в 100 километрах от Якутска была учреждена исправительно-трудовая колония № 4 общего режима. Спустя два года ИТК была закрыта, на её базе организован лечебно-трудовой профилакторий для перевоспитания алкоголиков. Лишь в 1993 году становится исправительной колонией общего режима № 3.
За время существования учреждения осуждёнными были построены военный городок, детский сад «Буратино» для поселковых детей.
В мае 1980 года в Бестях была перебазирована гидрогеологическая экспедиция, которая занималась поиском, разведкой и оценкой запасов подземных вод и строительных материалов, изучением гидрогеологических, инженерно-геологических, мерзлотных условий разработки месторождений полезных ископаемых. В 1985 году она была переименована в Ленскую геологоразведочную экспедицию, выполняющую геологические работы по 8 отраслям. Расширилась и география работ: геологи экспедиции работали по всей территории Якутии от Усть-Янского до Нерюнгринского и Мирнинского районов.
С приходом экспедиции произошёл толчок для строительства жилого комплекса. Стало строиться благоустроенное жильё. Была построена трёхэтажная школа, музыкальная школа и крупнейший в районе спорткомплекс, база отдыха геологов. В эти годы был составлен проект газопровода Мохсоголлох-Бестях.
На фронт Великой Отечественной войны из Бестяха были призваны 49 человек, из них вернулись 27.
В 1951 году школа в Бестяхе преобразована в семилетнюю, а в 1961 г. — восьмилетнюю. В 1977 году состоялся первый выпуск уже средней школы.
В 1990 году построили новую каменную трёхэтажную школу. В разные годы директорами работали: Наумов-Назаров Афанасий Алексеевич, Козлов Иван Иннокентьевич, Верхотуров Павел Григорьевич, Герасимов Михаил Ильич, Саввин Николай Алексеевич, Павлов Александр Николаевич и другие.
Бестяхцы чтят светлую память своих земляков, таких как Назаров — Наумов А. А., участника Октябрьской революции, наркома земледелия ЯАССР; Козлов И. И., заслуженный учитель РСФСР и ЯАССР, кавалер ордена Ленина; Козлов А.И, организатор первой в районе промартели «Труд»; Решетникова З. В., заслуженный работник народного хозяйства Якутии, председатель райисполкома.
«До 1930 года во II Малтанском наслеге проживало 263 человека, всего 53 семьи. Они проживали по 23 аласам. В 1937-39 годах началось переселение с аласов в Чаран, где стали проживать 33 семьи…». Это отрывок из воспоминаний старейшего жителя села Чаран, ветерана войны и тыла Михаила Павловича Николаева.
До этого, а 1929 году, в этих аласах было организовано товарищество «Эндэруускэ». Впоследствии товарищество объединилось с колхозом «Сасабыт» и Чаран стал центром нового колхоза им. Папанина. В 1955 году в результате объединения колхозов «Эргис» и им. Папанина был создан колхоз им. Ворошилова. В 1958 году центральной усадьбой колхоза становится п. Бестях, сельсовет, бывший до этого в Чаране тоже переезжает в посёлок. Во время объединения 1960 года Чаран совместно с Бестяхом становится одним их крупных отделений совхоза «Октемский», специализирующимся на мясо молочном производстве. Бывший центр колхоза Чаран становится небольшим участком, где содержались молодняк КРС, развивалось табунное коневодство. Также здесь была небольшая звероферма.
Бригадиром работал М. П. Николаев. В разные годы славились своей хорошей работой доярки Т. Р. Ефремова, Н. П. Захарова, Е. Е. Решетникова, А. Е. Черкоева, М. Н. Кривошапкина, А. Г. Сергеева, А. П. Яковлева и др.
На звероферме держали 197 лисиц. Здесь работали семья И. Г. Иванова. Руководила фермой А. А. Владимирова.
На благодатной земле Джерона коневодством занимались Анисим Борисов, Гаврил Павлов, С. П. Романов, П. Е. Колесов. Раньше здесь также заготавливали кумыс. До сих пор гремит слава коневодов Джероно. И сейчас коневоды С. П. и Е. П. Колесовы и М. Н. Канаев содержат свою базу в порядке.
Из Чарана вышли такие известные, заслуженные люди как заслуженный работник народного хозяйства РС (Я) З. В. Решетникова, заслуженный работник культуры, журналист, писатель Г. И. Борисов, заслуженный работник охраны природы PC (Я) H.E. Иванов, заслуженный артист PC (Я) Д. Е. Иванов и др.
В нескольких километрах от Бестяха выше по течению расположена база отдыха «Верхний Бестях», расположенная на территории национального парка Ленские столбы.
В Бестяхе расположена переправа через р. Лену, откуда можно добраться до уникального ледника Булуус, знаменитого тем, что он не тает даже летом.